# Europa Universalis III
Europa Universalis III — компьютерная игра в жанре глобальной стратегии в реальном времени, разработанная и изданная компанией Paradox Interactive. Продолжает серию глобальных стратегий Europa Universalis. Как и предыдущие игры серии, третья часть позволяет возглавить одно из государств мира в период с 30 мая 1453 года (взятие Константинополя турецкими войсками) по 14 июля 1789 год (начало Великой французской революции). В платных дополнениях к игре этот временной отрезок расширен в обе стороны, поэтому у игрока появляется возможность сыграть за новые страны. В России и в странах СНГ локализация носит название «Европа 3».

## Разработка
Официально о разработке было объявлено в феврале 2006 года. В игре двумерная графика была заменена трёхмерной. Юниты, в том числе и флот, и пехотинцы, также стали трёхмерными. Движок игры позволяет увидеть такие детали карты, как деревья и реки. В разработке компьютерной игры участвовал известный художник Крейг Маллинс, ранее работавший над Age of Empires III.
В мае 2006 года Europa Universalis III была представлена на выставке Electronic Entertainment Expo.
В январе 2007 года была выпущена демоверсия игры, позволявшая управлять одной из западных держав в период с 1492 по 1520 год.
Сначала игра вышла в Соединённых Штатах Америки, тремя днями позднее в Германии, а некоторое время спустя появилась на британском и французском рынке.

### Основные отличия игры отEuropa Universalis II
- Трёхмерная графика;
- Геймплей стал более свободным и не привязан к реальной истории; исторические личности заменены случайными, число исторических событий значительно сокращено и теперь они происходят не обязательно в то же самое время и в том же самом месте, что и в реальности;
- Возможность начать игру в любой день с 30 мая 1453 по 14 июля 1789 (в предыдущих играх серии это было возможно только в определённые годы, для которых существовали соответствующие сценарии);
- Появились национальные идеи, которые дают игровой державе те или иные преимущества; по мере открытия новых государственных технологий появляется возможность выбрать одну из национальных идей;
- Появились уникальные юниты.

## Саундтрек
Музыку для игры написал Андреас Вальдетофт, работавший и над другими играми компании Paradox Interactive. Общая продолжительность композиций составляет 57 минут 35 секунд.
| №   | Название                        | Длительность |
| --- | ------------------------------- | ------------ |
| 1.  | «Battle of Damascus»            | 2:53         |
| 2.  | «Choose Your Path»              | 1:20         |
| 3.  | «City of Jerusalem»             | 2:14         |
| 4.  | «Conquistador - Main Theme»     | 3:04         |
| 5.  | «Dies Irae Intro»               | 0:14         |
| 6.  | «Eine Kleine Court Musik»       | 0:36         |
| 7.  | «Emperor of These Lands»        | 4:04         |
| 8.  | «The Highland Wanderer»         | 2:36         |
| 9.  | «Mare Alanticum»                | 2:48         |
| 10. | «A Song for the Merchants»      | 2:36         |
| 11. | «Discover New Land»             | 4:32         |
| 12. | «Land of Glory»                 | 4:43         |
| 13. | «Night Falls Over Our Empire»   | 3:32         |
| 14. | «Para Bellum»                   | 3:35         |
| 15. | «Prologue - Europa Universalis» | 2:56         |
| 16. | «Somewhere»                     | 1:04         |
| 17. | «Swashbuckling Privateers»      | 1:56         |
| 18. | «Travel South»                  | 2:24         |
| 19. | «A Cruce Victoria»              | 3:38         |
| 20. | «East vs West»                  | 2:38         |
| 21. | «To Constantinople»             | 4:12         |

## Отзывы
| Сводный рейтинг       | Сводный рейтинг |
| Агрегатор             | Оценка          |
| --------------------- | --------------- |
| GameRankings          | 82,96 %         |
| Metacritic            | 83/100          |
| Иноязычные издания    |                 |
| Издание               | Оценка          |
| Eurogamer             | 7/10            |
| GameSpot              | 8,7/10          |
| Русскоязычные издания |                 |
| Издание               | Оценка          |
| Absolute Games        | 92 %            |
| «Игромания»           | 7,5/10          |
| «ЛКИ»                 | 95 %            |

Игра получила преимущественно положительные отзывы. По данным Metacritic, критики поставили третьей игре серии от 70 до 92 баллов из 100 возможных. Обозреватели обращали внимание на её переход от двухмерной графики к трёхмерной. Часть их нашла это изменение недостатком. Согласно данным журнала «Игромания», Paradox Interactive прибегла к нему для распространения игры среди большего числа продавцов.

## Дополнения и модификации
- В августе 2007 вышло дополнение к игре, посвящённое войнам Наполеона — Europa Universalis III: Napoleon’s Ambition.
- В 2008 году вышло новое дополнение, переносящее старт игры в 1399 — Europa Universalis III: In Nomine «Во имя Господа».
- Португалец с никнеймом Ubik создал модификацию «Magna Mundi Gold» для Europa Universalis III: Napoleon’s Ambition, где был сделан уклон в сторону исторической действительности. Позже вышла модификация «Magna Mundi Platinum» для Europa Universalis III: In Nomine. К ней написано руководство на 177 страниц, в котором описываются принципиальные отличия от оригинальной игры.
- В 2010 году вышло новое дополнение к игре — Europa Universalis III: Heir to the Throne. В этом дополнении реализованы торговые лиги и сферы влияния, система поводов к войне, а также возможность нанимать советников. Также в монархических государствах появился наследник трона, отсутствие или недостаточная легитимность которого может привести к смуте.
- В 2011 году вышло новое дополнение к игре — Europa Universalis III: Divine Wind. В этом дополнении значительно изменена карта и страны-кочевники (Золотая орда, Тимуриды), а также введена система сёгунат-даймё (Япония) и фракции (Китай).